# Gerhard Sagittarius
Gerhard Sagittarius (* 1540; † 3. Mai 1612 in Anklam) war evangelisch-lutherischer Pastor und (General-)Superintendent des Herzogtums Sachsen-Lauenburg von 1583 bis 1592 und vermutlich Superintendent von Tallinn von 1595 bis 1602.

## Leben und Wirken
Über das Leben von Gerhard Sagittarius vor seiner Ernennung zum Superintendenten in Lauenburg/Elbe ist wenig bekannt. Er soll 1583 schon neun Jahre lang im Predigtamt tätig gewesen sein. Es ist wahrscheinlich, dass er mit jenem Magister Gerhard Sagittarius aus Neuburg („Neoburgius“) identisch ist, der 1574 an der Universität Frankfurt/Oder Baccalaureus wurde, seit 1576 als Kollege von Hermann Hamelmann Pastor an der Lambertikirche in Oldenburg (Oldb) und Hofprediger war und 1577 hier die Konkordienformel unterzeichnete.
Sagittarius wurde bald nach der Entlassung seines Vorgängers Franz Baring im April 1582 zum Superintendenten für das Herzogtum Sachsen-Lauenburg und zum dritten Pastor der Stadt Lauenburg/Elbe bestellt. Er galt als ein äußerst gelehrter Mann und besaß eine für damalige Verhältnisse reichhaltige Bibliothek.
Der Lübecker Superintendent Pouchenius, der ihn nach der Generalvisitation von 1583 einführte, scheint ihn auch dem Herzog Franz II. vorgeschlagen zu haben.
In seine Amtszeit fällt die Einführung der von Pouchenius verfassten Lauenburgischen Kirchenordnung von 1585.
Unter seiner Leitung wurde 1590 eine Generalvisitation durchgeführt, „deren Ergebnisse erste Erfolge in der Ordnung des kirchlichen Lebens nach der Einführung der Kirchenordnung erkennen lassen“.
Krause: „Er gilt als der Begründer des festen Luthertums in Lauenburg, denn in dem wüsten Treiben der kinderreichen und stets geldbedürftigen Herzöge Franz I. und Franz II. war bis dahin auf die Glaubenssicherheit nicht sonderlicher Wert gelegt.“
Franz I. hatte 1564 eine Kirchenvisitation angeordnet, auch einen Superintendenten in der Person des Franz Baring, gebürtig aus Venlo, der das Pastorat zu St. Petri in Hamburg im Streit mit dem dortigen Konsistorium verlassen hatte, eingesetzt. Baring wurde in Bezug auf die Adiaphora, den Synergismus und die Ubiquität mal als Kryptokatholik, mal als Philippist und Kryptocalvinist verdächtigt. Auch verhielt er sich gegen die Konkordienformel ablehnend, was 1582 seine Entlassung veranlasste. Er starb 1589 als Pfarrer von Lütau.
Vor diesem Hintergrund ist auf die gegenteilige Stellung des Sagittarius, der streng auf der Konkordienformel bestand, zu schließen. Unzweifelhaft hat Sagittarius den Pouchenius veranlasst, bei Franz II. die Beseitigung der Forderung des in Holstein von Paul von Eitzen eingeführten sog. Holsteinischen Priestereides durchzusetzen, was 1587 gelang.
Dem Magister Gerhard Sagittarius folgte 1592 Magister Johannes Rupertus als lauenburgischer Generalsuperintendent mit Sitz an der Maria-Magdalenen-Kirche (Lauenburg/Elbe).
Sagittarius ist vermutlich identisch mit jenem Magister Gerhard Sagittarius (= Schütze), der 1595 als Pastor an die Olaikirche in Tallinn berufen wurde. Nach wenigen Monaten wurde er Inspektor der Stadtschule und Superintendent von Tallinn. Er wird als „ein sehr kampfeslustiger Heißsporn und ein aufbrausender, wenig decenter Sittenlehrer“ beschrieben. 1602 gab er sein Amt auf und ging nach Deutschland zurück.
Wohl derselbe wurde Anfang 1606 Pastor an der Marienkirche in Anklam, wo er am 3. Mai 1612 starb.
Krause: „Mit der bekannten Lehrer- und Historikerfamilie Sagittarius hängt er nicht zusammen. Sein wirklicher Name ist sicher Schütze oder Schütte.“